# 구원
구원(한국 한자: 救援, 영어: Salvation, 독일어: Erlösung)은 일반적으로 어떤 위험한 상황에서 구출되거나 속박에서 해방된다는 뜻을 가지고 있다.
신학에서 쓰이는 용어로서는 주로 다음과 같이 이해할 수 있다.
- 하나님의 자녀가 된 것
- 죄에서 자유롭게 되는 것
- 그리스도를 믿는 믿음으로 새로 남

신학의 구원론은 이 구원을 연구하는 세부 항목이다.

## 유대교
현대 유대교에서 구속(히브리어: גְּאוּלָּה ge'ulah ge'ulah)은 다양한 포로 생활에서 이스라엘 백성을 구속하시는 하나님을 의미한다. 여기에는 현재 포로 생활에서 최종 구속이 포함된다.
유대교는 신자들이 기독교인들이 믿는 것처럼 개인적인 구원이 필요하지 않다고 주장한다. 유대인들은 원죄 교리에 동의하지 않는다. 대신에 그들은 하나님의 율법에 정의된 개인의 도덕성에 높은 가치를 부여한다. 이 율법은 유대인들이 토라 또는 율법으로 알고 있는 것으로 구체화되어 있으며 성경의 시내 산에서 하나님이 모세에게 주신 것이다.
유대교에서 구원은 인간 존재의 가치를 파괴하는 상태나 상황으로부터 구원하는 구속의 개념과 밀접한 관련이 있다. 우주의 영이시며 세상의 창조주이신 하나님은 인간이 그의 계명을 지킴으로써 하나님을 공경한다면 인류를 위한 모든 구원의 근원이신다. 그래서 구속이나 구원은 개인에 달려 있다. 유대교는 구원은 다른 사람을 통해서나 신을 부르거나 외부의 힘이나 영향력을 믿는 것으로는 얻을 수 없다고 강조한다.
유대인의 메시아 개념은 예언자 엘리야의 재림을 전쟁과 고통에서 세상을 구원하고 인류를 한 하나님의 아버지 아래 보편적인 형제애로 인도할 선구자로 시각화한다. 메시아는 미래의 신적이거나 초자연적인 존재가 아니라 인류의 영적 중생을 특징으로 하는 우주 평화의 시대에 인간을 지배하는 영향력으로 간주된다. 유대교에서 구원은 유대교 신앙을 가진 사람들에게만 국한되지 않고 모든 사람에게 열려 있다. 유일한 중요한 고려 사항은 사람들이 십계명에 요약된 행동의 윤리적 패턴을 준수하고 실천해야 한다는 것이다. 유대인들이 스스로를 하나님의 택한 백성이라고 부를 때, 그들은 특별한 호의와 특권을 위해 택함을 받았다는 의미가 아니라 교훈과 모범으로 모든 민족에게 윤리적 삶의 방식을 보여주기 위해 스스로를 택했다는 의미이다.
역사를 통틀어 유대인의 지적 자료를 검토할 때 죽음과 내세에 관한 의견의 스펙트럼이 분명히 있다. 너무 단순화했을 수도 있지만, 한 출처는 구원이 다음과 같은 방식으로 달성될 수 있다고 말한다: 창조의 하나님 야훼께 바쳐진 거룩하고 의로운 삶을 사는 것. 적절한 공휴일 동안 금식하고 예배하고 축하하는 것.
기원과 본질적으로 유대교는 민족 종교이다. 그러므로 구원은 주로 이스라엘의 하나님이신 야훼의 선민으로서의 이스라엘의 운명과 관련하여 생각되었다.
시편의 성경 본문에는 사람들이 땅이나 "죽은 자의 영역"에 들어가 하나님을 찬양하지 못하는 죽음에 대한 묘사가 있다. 부활에 대한 첫 번째 언급은 유배지의 모든 이스라엘 백성이 부활할 마른 뼈에 대한 에스겔의 환상에서 집단적이다. 다니엘서에는 개인의 부활에 대한 언급이 있다. 기원전 2세기가 되어서야 죽은 사람이 부활하여 신의 심판을 받는 내세에 대한 믿음이 생겨났다. 그 이전에는 개인이 자신의 후손이 거룩한 나라에 계속 남아 있음에 만족해야 했다.
개개의 유대인의 구원은 전체 민족의 구원과 연결되었다. 이 믿음은 토라의 가르침에서 직접적으로 비롯되었다. 토라에서 하나님은 그의 백성들에게 개인의 성화를 가르쳤다. 그러나 그는 또한 그들이 (영적으로) 함께 기능하고 서로에게 책임을 질 것을 기대했다. 구원의 개념은 이스라엘의 회복의 개념과 연결되어 있다.
제2성전시대 대제사장 사두개파는 율법에 기록되지 않았기 때문에 사후 개인의 존재를 부인하였고, 랍비의 조상인 바리새파는 육체의 부활과 영혼의 불멸을 주장하였다. 몸과 영혼에 대한 헬레니즘 사상의 영향과 구전 토라에 대한 바리새인의 믿음에 근거한 것 같다. 바리새인들은 사후에 영혼이 부활할 때 이스라엘 땅에서 몸과 다시 결합되는 메시아 시대까지 신과 연결되어 있다고 주장했다.

## 기독교
- 구약 성경에서 구원을 뜻하는 히브리어는 '예슈아'로 자연재해나 적의 침입 등 실제적인 상황과 관련되어 쓰였다. 신약 성경에서 구원을 뜻하는 헬라어는 '소테리아'로 주로 죄와 죽음, 사탄의 권세에서 해방하는 그리스도의 사역과 관련되어 쓰였다.[1]
- 기독교에서 구원은 믿음의 가장 중요한 목적이다. 특히 2천년 전 사도 베드로는 영혼의 구원을 강조하였다.[2]
- 기독교적인 의미에서 구원(salvation)이라는 단어는 13세기, 약 1225년에 고대 프랑스어 salvationem라는 말로 처음 나타난다. 어원은 구출하다는 뜻의 라틴어 salvatio, 그리스어 soteria를 옮긴 것이다.(히브리어:Hoshea, 헬라어: Soteria) 대적[3]으로부터의 해방, 보호, 죄로부터의 구속, 영생, 그리고 성화의 과정이며, 구원에는 치유, 건강, 염려로부터의 해방 그리고 평안이라는 의미도 포함되어 있다.

기독교의 주요 전제는 예수 그리스도의 성육신과 죽음이 인류 구원을 위한 신성한 계획의 절정을 이루었다는 것이다. 이 계획은 세상이 창조되기 전에 하나님이 생각하셨고, 십자가에서 성취되었으며, 그리스도의 재림으로 세상의 재앙적인 종말과 새로운 세상의 창조를 나타내는 최후의 심판에서 완성된다는 것이다.
기독교의 경우 구원은 오직 예수 그리스도를 통해서만 가능하다. 기독교인들은 예수님의 십자가에서의 죽음이 인류의 죄를 속죄하기 위한 단번의 희생이라고 믿는다.
기독교는 구속 사상의 배타적 소유자는 아니지만 기독교에 특별한 명확성과 지배적 위치를 부여했다. 일반적으로 위험과 질병으로부터의 구원이라는 가장 넓은 의미에서 대부분의 종교는 어떤 형태로든 그것을 가르친다. 그러나 문제의 질병이 인간의 힘이 무력한 거대한 시스템의 일부를 형성할 때만 중요한 위치를 차지한다.
기독교 신앙에 따르면 인간의 곤경으로서의 죄는 보편적인 것으로 간주된다. 예를 들어, 로마서 1:18~3:20에서 사도 바울은 유대인이나 이방인이나 다 죄 아래 있다고 선언했다. 구원은 예수의 삶, 죽음, 부활에 의해 가능해지며, 구원의 맥락에서 이를 "속죄"라고 한다. 기독교 구원론은 배타적 구원에서 보편적인 화해 개념에 이르기까지 다양하다. 차이점 중 일부는 기독교 자체만큼 널리 퍼져 있지만 압도적 다수는 하나님의 아들 예수 그리스도가 십자가에서 죽으심으로 구원이 가능해졌다는 데 동의한다.
기독교 신앙의 중심에는 예수 그리스도 안에 있는 구원의 실상과 소망이 있다. 기독교 신앙은 나사렛 예수 안에 계시된 구원의 하나님에 대한 믿음이다. 기독교 전통은 항상 이 구원을 죄, 유한, 필멸성으로부터 해방되고 삼위일체 하나님과 연합된 삶에서 인간 실존의 초월적이고 종말론적인 성취와 동일시해 왔다. 이것은 아마도 기독교 신앙에서 타협할 수 없는 항목일 것이다. 논쟁의 대상이 되어 온 것은 구원과 세상에서의 우리의 활동 사이의 관계이다. — 안셀름 민경숙, 구원의 변증법: 해방신학의 쟁점들(2009)
성경은 인간의 죄 문제를 다루기 위한 하나님의 영원한 계획의 성취를 묘사하는 이야기의 형태로 구원을 제시한다. 이 이야기는 하나님 백성의 역사를 배경으로 설정되며 그리스도의 인격과 사역에서 절정에 이른다. 이야기의 구약 부분은 사람들이 본질적으로 죄인임을 보여주고 하나님이 사람들을 자유롭게 하시고 그들에게 약속하시는 일련의 언약을 설명한다. 그분의 계획에는 아브라함을 통한 모든 민족에 대한 축복의 약속과 모든 형태의 속박에서 이스라엘을 구속하는 것이 포함된다. 하나님은 이스라엘 역사 전반에 걸쳐 자신의 구원 능력을 보여 주셨지만, 모든 사람을 능력과 죄책과 죄의 형벌에서 구원할 메시아적 인물에 대해서도 말씀하셨다. 이 역할은 고난, 고통, 죽음을 포함하여 마귀의 모든 일을 궁극적으로 멸하실 예수에 의해 성취되었다. — 성경의 맥밀란 사전.
구원에 대한 다양한 견해는 로마 가톨릭과 개신교 사이, 그리고 개신교 내부, 특히 칼뱅주의-알미니안 논쟁에서 다양한 기독교 종파를 나누는 주요 단층선에 속하며, 이 단층선에는 타락, 예정, 속죄에 대한 상충되는 정의가 포함되지만 대부분은 칭의가 포함된다.
대부분의 교파에 따르면 구원은 사람이 처음 그리스도인이 될 때 시작되어 그 사람의 삶을 통해 계속되고 그리스도 앞에 심판을 받을 때 완성되는 과정이라고 믿어진다. 그러므로 가톨릭 변증가인 제임스 아킨에 따르면 신실한 그리스도인은 믿음과 희망으로 "나는 구원받았다. 나는 구원받고 있다. 나는 구원받을 것이다"라고 말할 수 있다.
기독교 구원 개념은 특정 신학적 개념, 전통적 신념 및 교리에 따라 다양하고 복잡하다. 성경은 개인과 교회의 해석에 따라 달라질 수 있다. 차이점 중 일부는 기독교 자체만큼 널리 퍼져 있지만 압도적 다수는 하나님의 아들 예수 그리스도가 십자가에서 죽으심으로 구원이 가능해졌다는 데 동의한다.
구원의 목적에 대해서는 논쟁의 여지가 있지만 일반적으로 대부분의 기독교 신학자들은 하나님이 인간을 사랑하시고 인간을 그의 자녀로 여기시기 때문에 구원 계획을 고안하고 실행하셨다는 데 동의한다. 지구상의 인간 존재가 "죄에게 주어진다"고 말하므로 구원은 또한 인간을 죄로부터 해방시키고 죄의 형벌과 관련된 고통을 다루는 의미를 내포한다. 즉, "죄의 삯은 사망이다."
기독교인들은 구원이 하나님의 은혜에 달려 있다고 믿는다. 스태그(Stagg)는 성경 전체에 걸쳐 가정된 사실은 인류가 "우리가 구원을 필요로 하는 심각한 문제에 처해 있다는 것"이라고 썼다: "본질적으로 구원은 인류의 곤경에 실제 있는 그대로 응답해야 한다. 죄인으로서의 각 개인의 곤경은 속박, 죄책감, 소외 및 죽음에 전인격을 포함하는 치명적인 선택의 결과이다. 그러므로 구원은 전인격과 관련되어야 한다. 그것은 속박으로부터의 구속, 죄책에 대한 용서, 소원에 대한 화해, 손상된 하나님의 형상에 대한 회복을 제공해야 한다."

## 불교
불교에도 구원이 존재한다. 제도(濟度), 구제(救濟)라는 용어로도 쓰이며, 윤회고를 끊고 차안, 즉 이쪽 언덕에서, 피안, 즉 저쪽 언덕으로 넘어가는 것을 말한다. 악하고 번뇌로 물들었으며, 지옥과 아수라도, 아귀도를 끊임없이 윤회해야 하는 중생들을 괴로움에서 벗어나게 하고 구해주기 위해 부처가 이 세상에 출현했다고 법화경 같은 대승경전에서는 말하고 있다. 그 가르침에 따라 행하는 수련자들은 열반과 해탈을 성취하며, 그 상태는 모든 고통의 소멸이고 영원한 자유와 행복의 세계이다.  다시는 슬픔과 고뇌에 빠지지 않으며, 꿈 같고 풀잎의 이슬 같은 세상에 무너지거나 속박되지 않는다. 
이를 달성하기 위한 구체적인 방법론으로, 초기불교에서는 사향사과를, 중관불교에서는 이 세계의 실상을 바로 볼 것을 말하고 있고, 유식학에서는 아뢰야식에 박힌 습기를 다 빼내어 깨끗이 할 때라고 설하고 있으며 정토교에서는 칭명염불을 강조한다. 또한 동아시아의 선불교에서는 자성(自性)이 공함을 알고 본래면목을 봤을 때 지난 세월 그 영겁의 과제였던 구원을 성취하게 된다고 말하고 있는 것이다.

## 같이 보기
- 구원론
- 예수의 부활
- 부활
- 탄생
- 죄